# Domplatz (Regensburg)

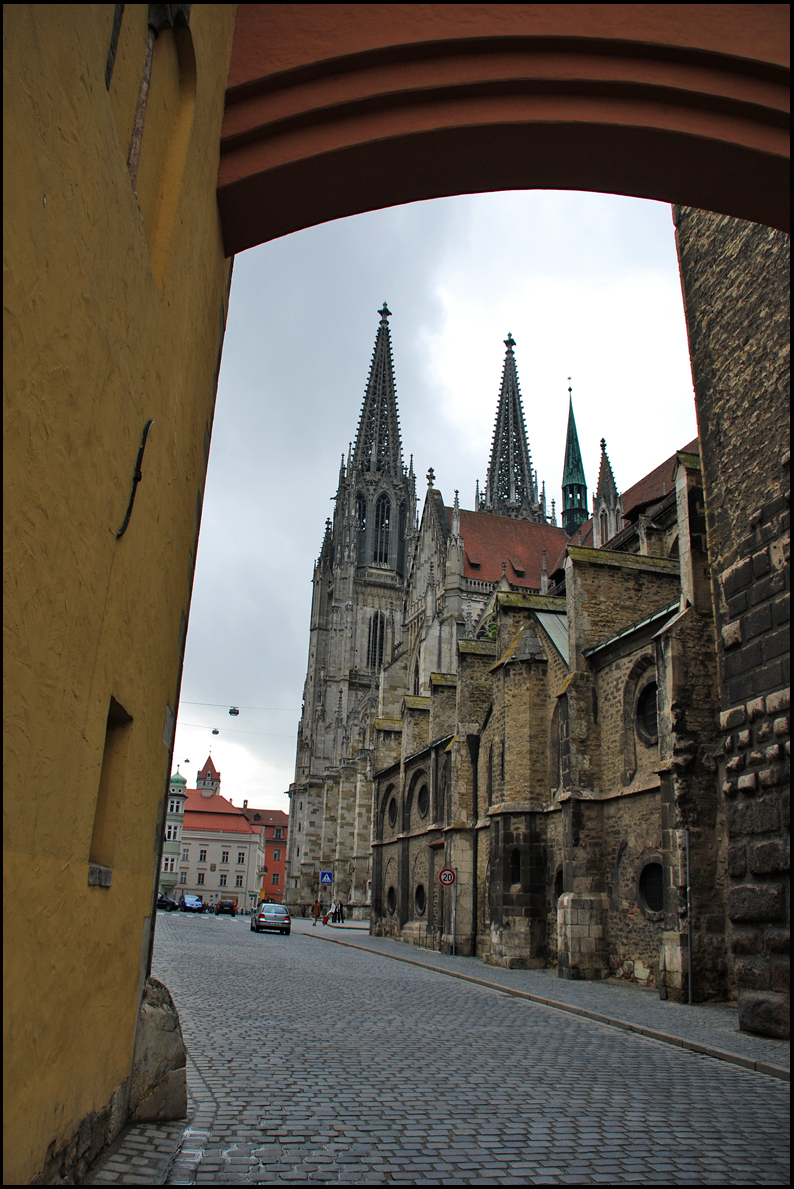
Blick auf südlichen Domplatz von Osten durch den Schwibbogen (2011)

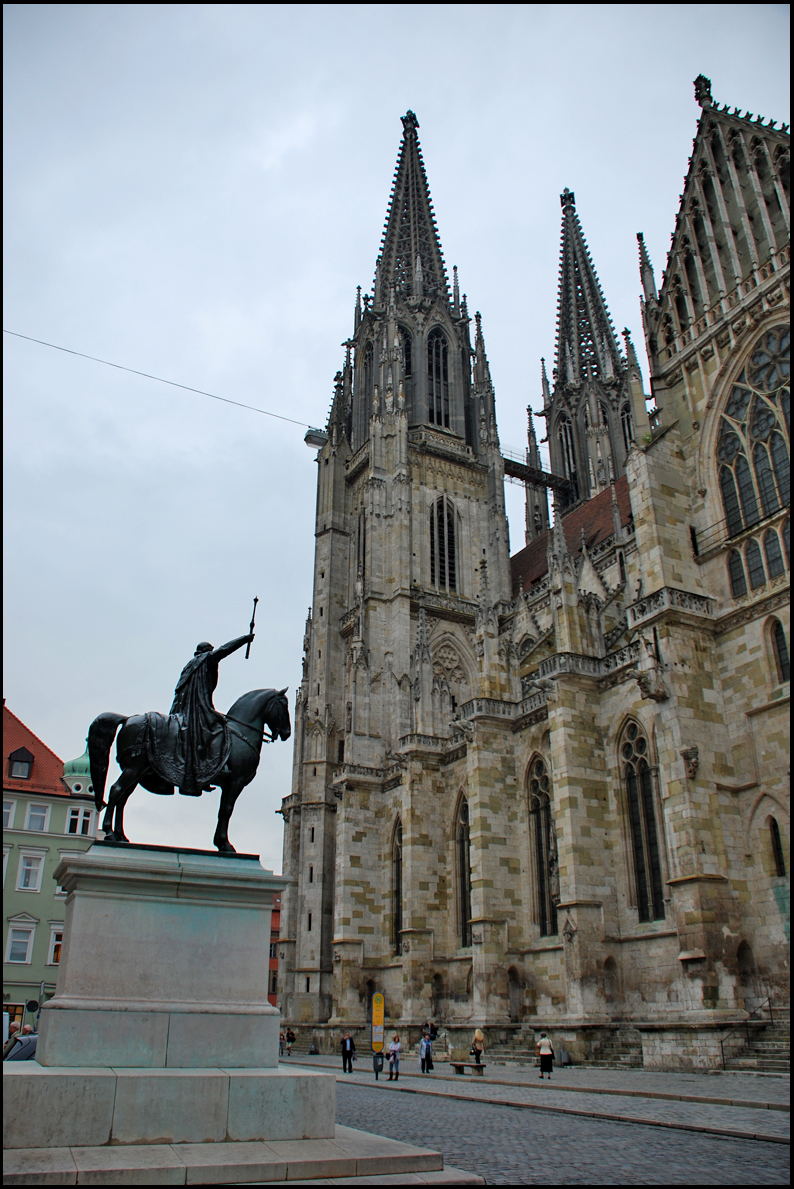
Südlicher Domplatz 2011
Reiterstandbild vor Domwestfassade

Der Domplatz in Regensburg liegt nahezu im Zentrum der Altstadt. Der Platz gliedert sich in mehrere Einzelplätze und geht im Norden unmittelbar über in den Krauterer-Markt. Die beiden hohen Domtürme sind von vielen Orten der Stadt zu erkennen und bieten eine gute Orientierungshilfe in den verwinkelten Gassen der Altstadt. Neben dem Dom hat auch die zentrale Lage dem Platz seit jeher eine hohe Bedeutung verliehen als Ort für kirchliche Veranstaltungen und Prozessionen, als beliebter Marktplatz, als touristischer Treffpunkt oder als Versammlungsplatz bei politischen und kulturellen Veranstaltungen. Im 20. Jahrhundert gewann der Domplatz Bedeutung als Zentrum des Nahverkehrs durch die Straßenbahn von Regensburg und wurde nach dem Zweiten Weltkrieg gerne als Auto-Parkplatz genutzt. Seit Beginn des 21. Jahrhunderts ist diese Nutzung zunehmend umstritten und wird seit 2018 nach und nach zurückgedrängt.

## Aufteilung und Entstehung, Lage und Umgebung
Der Domplatz besteht genau genommen aus drei miteinander verbundenen, unterschiedlich großen und zu unterschiedlichen Zeiten entstandenen Plätzen. Es ist üblich, zwei dieser Plätze als unterschiedlich große Domplätze zu bezeichnen. Der kleinere dieser Domplätze liegt vor der imponierenden Westfassade des Regensburger Doms und ist mit den zwei Türmen des Doms im Hintergrund ein beliebter Anziehungs- und Treffpunkt für Touristen. Der viel größere, südliche, im Osten von einem Schwibbogen begrenzte Domplatz wird von der Südfassade des Regensburger Doms, von der östlich benachbarten ehemaligen Dompfarrkirche St. Ulrich und seit 2010 auch vom Reiterstandbild für Ludwig I. (Bayern) geprägt. In seiner heutigen Breite ist der große südliche Domplatz erst kurz vor 1900 entstanden, nachdem auf seiner Südseite einige historische Gebäude abgebrochen und die Neubauten deutlich weiter nach Süden versetzt worden waren. Als Folge dieser Abbruch- und Neubau Maßnahmen entstand der dritte der Domplätze, der auch als südöstlicher Teil des großen südlichen Domplatzes angesehen werden kann. Er trägt aber den eigenen Namen Albrecht Altdorfer Platz, nachdem dort 1982 zum 500-jährigen Jubiläum der Geburt von Albrecht Altdorfer der vom Bildhauer Fritz Koenig geschaffene Altdorfer-Brunnen errichtet wurde.

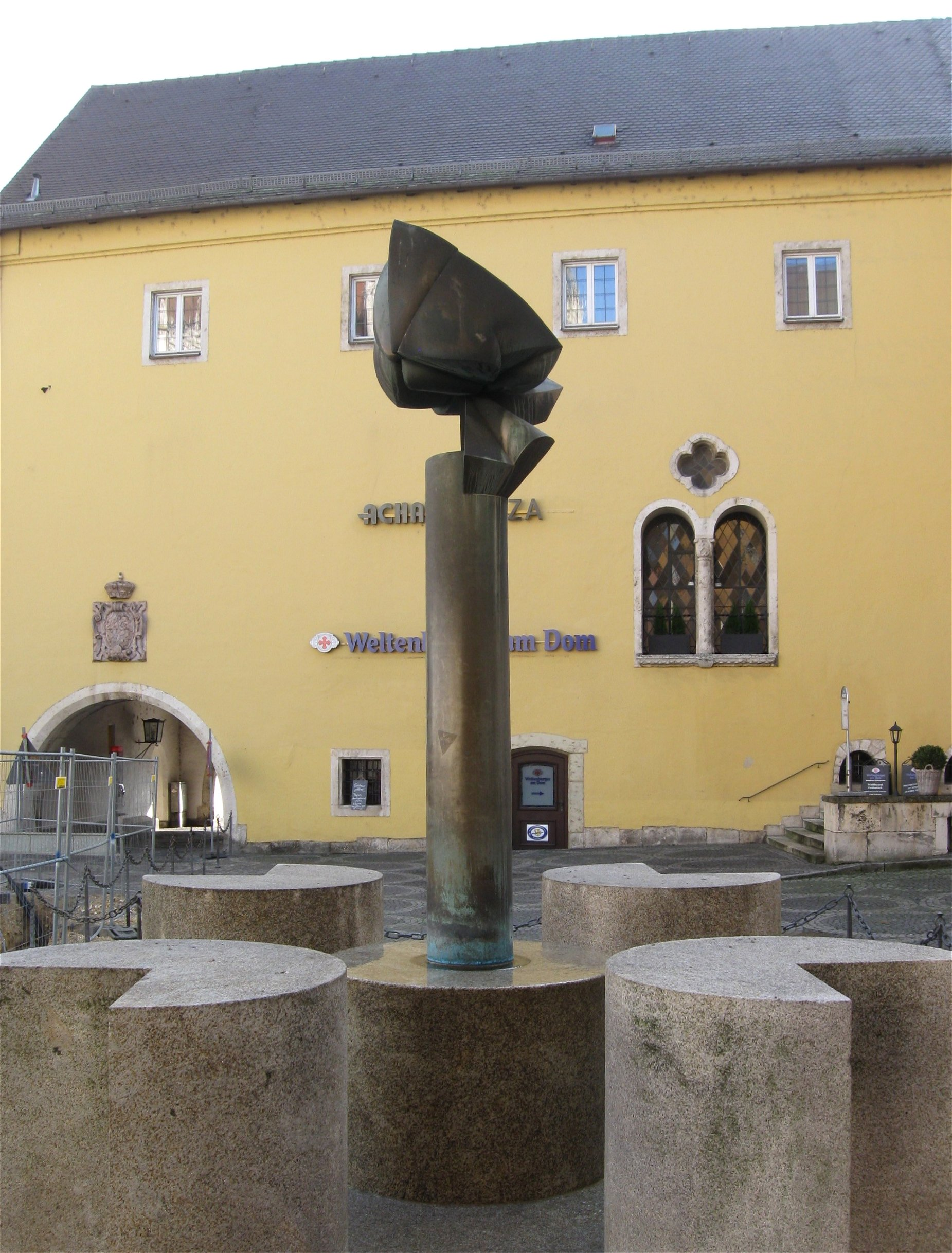
Albrecht Altdorfer-Platz
mit Brunnen (2013)
(hinten Herzogshof)

### Südlicher Domplatz mit Albrecht-Altdorfer Platz
Der große südliche Domplatz bietet mit Treppenstufen an der Südfassade des Regensburger Doms bei sonnigem Wetter beliebte Aufenthaltsorte. In seiner heutigen Breite von ca. 30 m ist der Platz erst am Ende des 19. Jahrhunderts entstanden. Bis dahin gab es nur die etwas aufgeweitete Domstraße von ca. 15 Breite, die auf der dem Dom gegenüber liegenden Seite mit großen Gebäuden eng bebaut war. Diese Gebäude wurden im Zuge der sogenannten Freilegung des Domes am Ende des 19. Jahrhunderts abgebrochen, um – wie es hieß – eine bessere Sicht auf den Dom und die damals neuen Domtürme zu ermöglichen. Diese Abbrüche schafften Platz für südlich zurück versetzte große Neubauten, deren später mehrfach umgestaltete Nachfolgebauten noch heute die Südseite des Domplatzes beherrschen.
Der große südliche Domplatz mit einer Länge von ca. 150 m wird im Westen von der Residenzstraße begrenzt, die den Domplatz nach Süden mit dem Neupfarrplatz verbindet. Die Residenzstraße hat ihren Namen von dem Gebäude am Eck zum Domplatz erhalten, das um 1800 durch einen kompletten Umbau der alten Dompropstei entstanden war. Das neu entstandene Palais im Stil des Klassizismus galt damals als das modernste Palais in Regensburg und wurde 1803 als würdig empfunden, dem neuen geistlichen Landesherren Carl Theodor von Dalberg als Residenz zu dienen. Von der Mitte des südlichen Domplatzes weiter nach Süden führt die Pfauengasse ins Einkaufsviertel und endet dort, wo Kassiansplatz und Schwarze-Bären-Straße aufeinander treffen. Vom südöstlichen Domplatz, dort wo das Areal des Albrecht-Altdorfer-Platzes beginnt, ermöglicht ein schmaler Gebäude-Durchgang den Weg nach Süden, wo sich hinter dem Gebäude der sehr versteckte Platz Am Frauenbergl befindet. Von dort führt die Salzburger Gasse weiter nach Süden ins Einkaufsviertel.
Im Osten endet der südliche Domplatz mit einem recht engen Schwibbogen, der den Römerturm mit dem südlich benachbarten Restgebäude des Herzogshofs verbindet. Der Durchgang unter dem Schwibbogen führt auf den Alten Kornmarkt

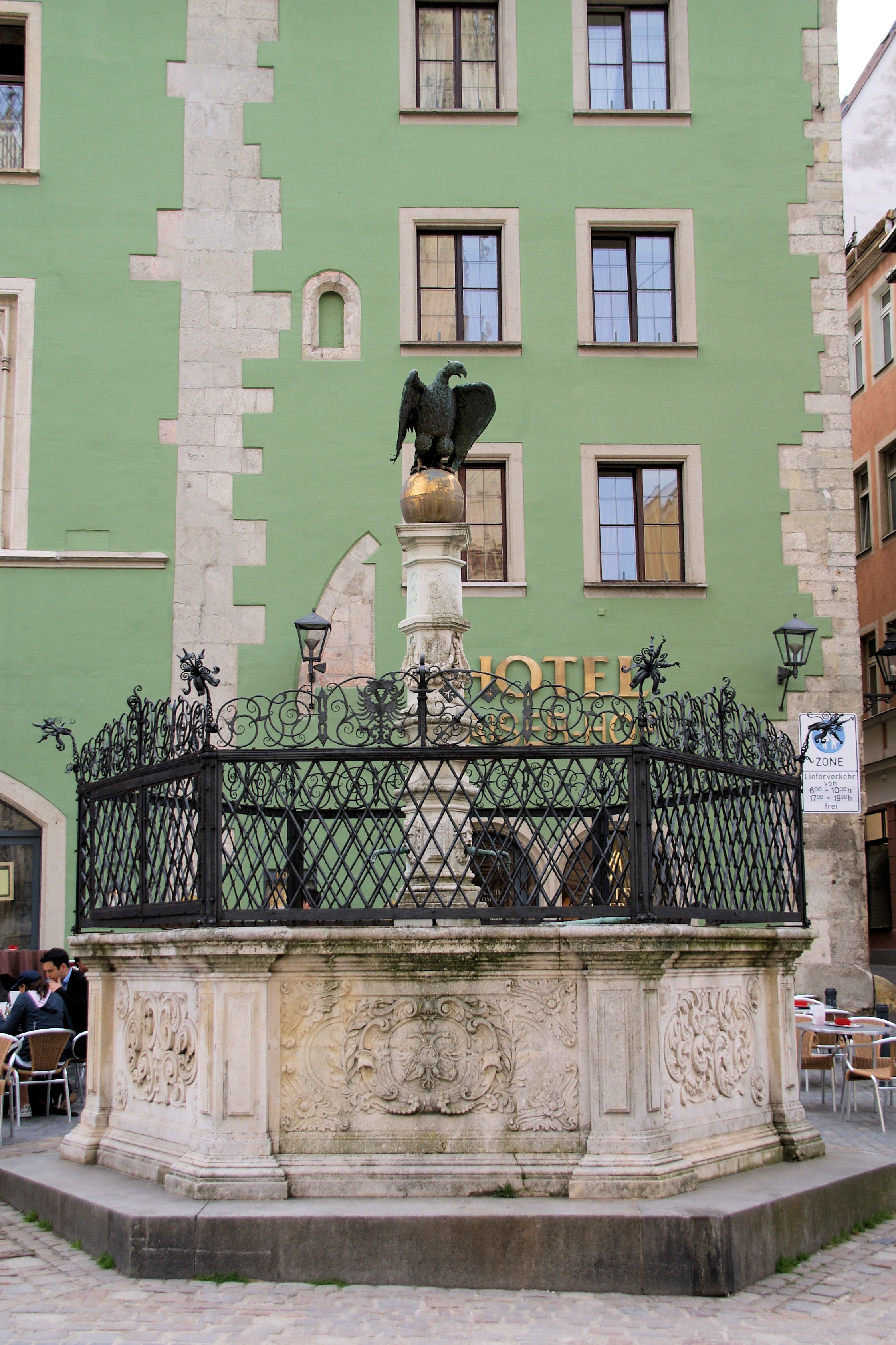
Adlerbrunnen (2011)

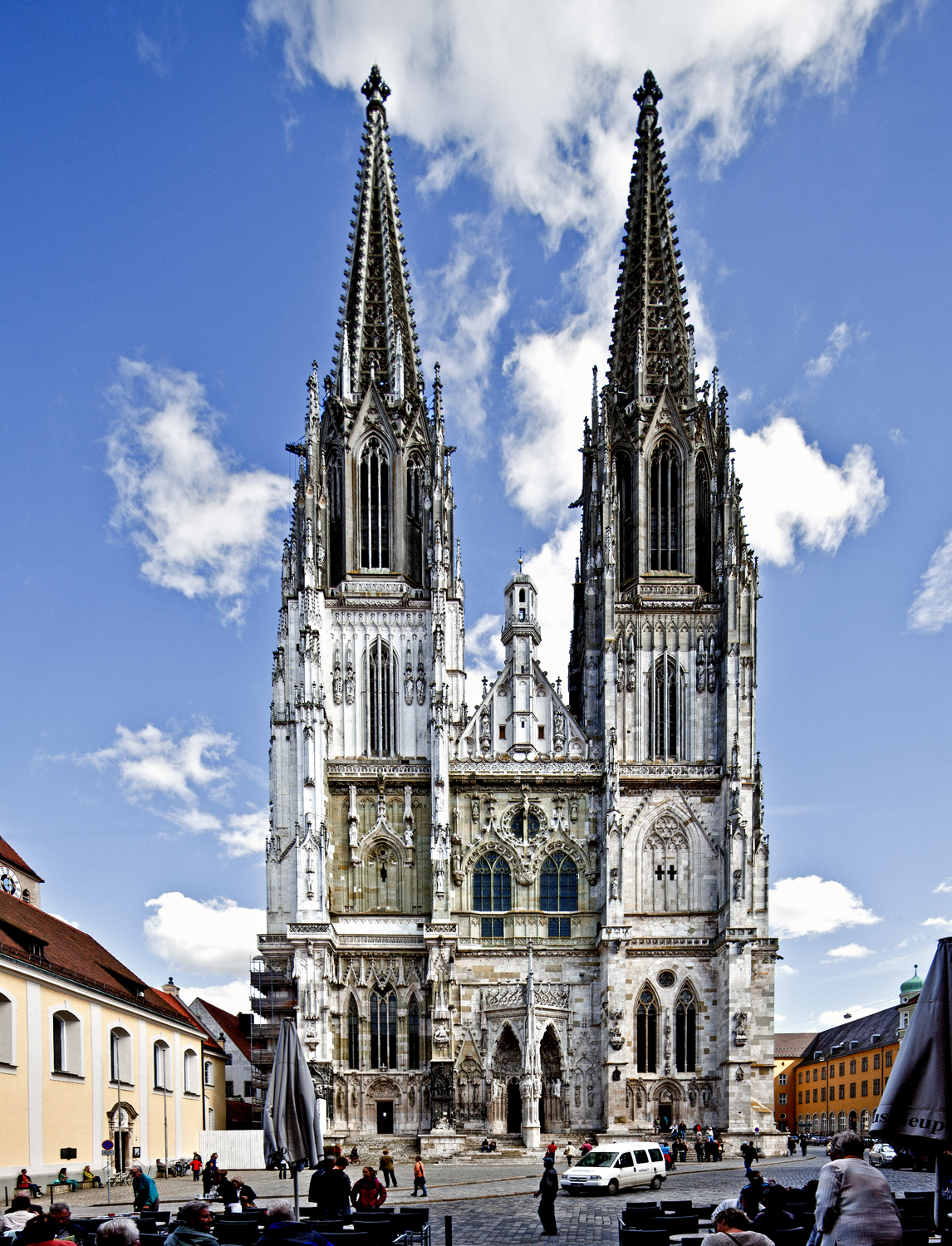
Dom-Westfassade und westlicher Domplatz(2011)

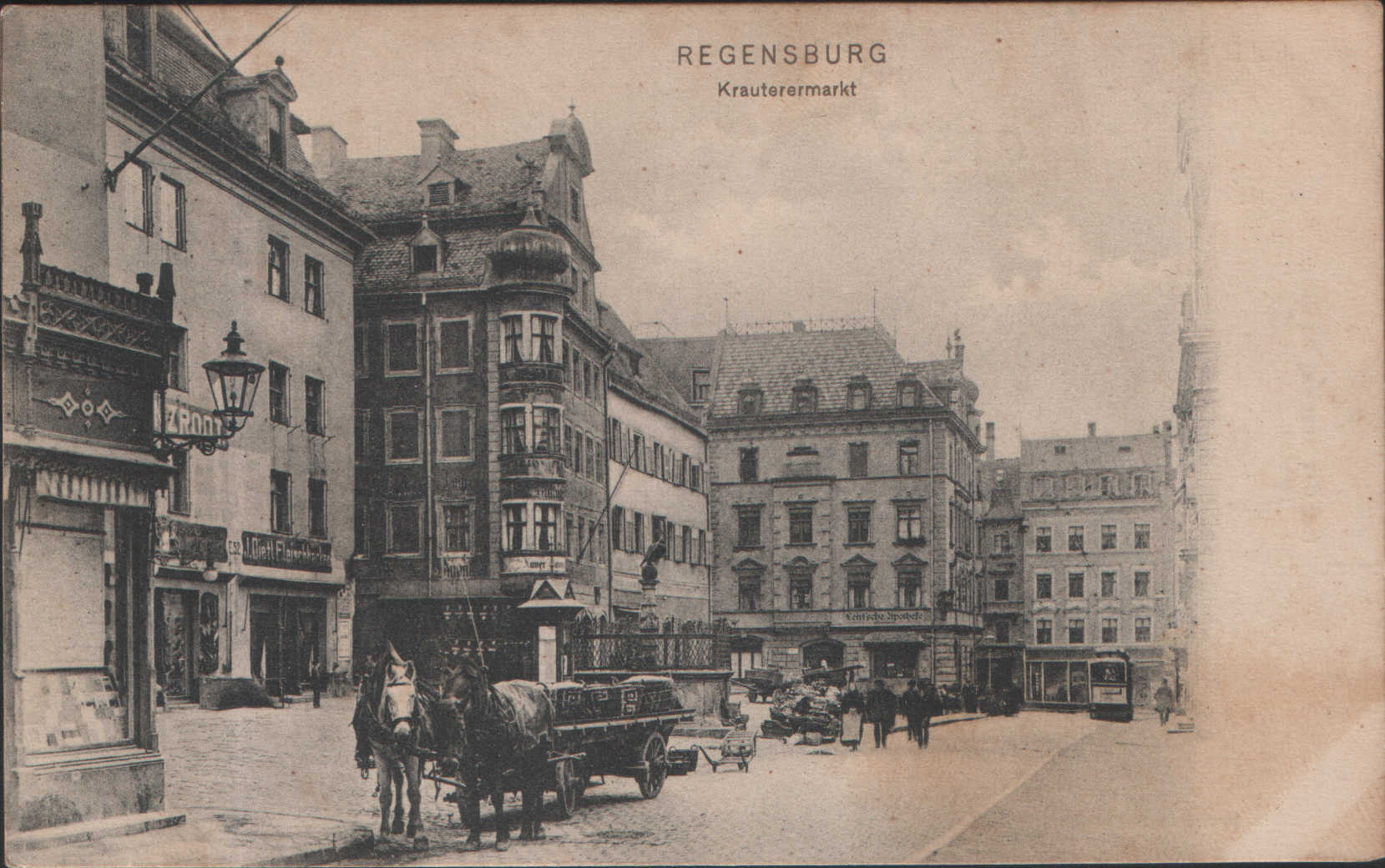
Krauterer-Markt (1910)
mit Straßenbahn

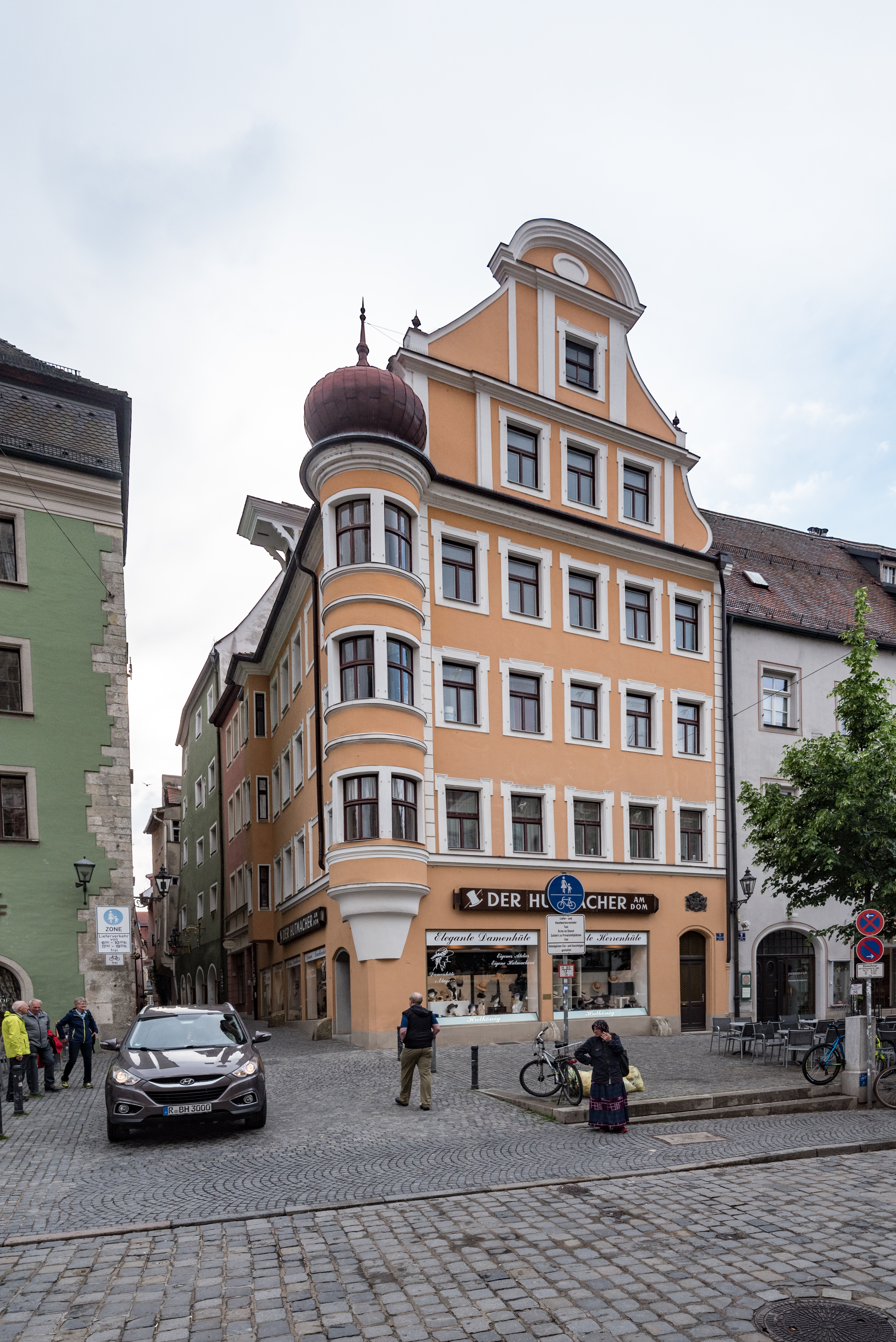
Krauterermarkt Nr. 1

### Westlicher Domplatz und Krauterermarkt
Der viel kleinere westliche Domplatz vor der Westfassade des Doms ist mit einer Länge von ca. 30 m nahezu quadratisch und wird nördlich von den Mauern der Stiftskirche St. Johann begrenzt. Bis ins 19. Jahrhundert blieb die Hoheit über diesen schmalen nördlichen Platzbereich – genannt Petersplatz – zwischen Stiftskirche und Dom heftig umstritten zwischen Domkapitel und Stadtrat. Das führte dazu, dass die Stadt entlang der Südfassade der Stiftskirche den Anbau von bis zu 14 budenähnlichen Kramläden erlaubte, die trotz des heftigen Widerstands vom Domkapitel bis zum Ende des 19. Jahrhunderts Bestand hatten.
Im Straßenbereich ist der westliche Domplatz eng verbunden mit einem weiteren platzähnlichen Bereich, der als Krauterermarkt bezeichnet wird. Die Bezeichnung war schon im 14. Jahrhundert gebräuchlich, weil hier vor dem Bischofshof und vor der Stiftskirche St. Johann von den Bauern das im Osten der Stadt angebaute Gemüse und auch Sauerkraut angeboten wurden. Der früher stark abschüssige Bereich des Krauterermarkts wurde 1907 durch die Anlage einer Terrasse gestuft. Hier steht auch der für Regensburg typische Adlerbrunnen mit Renaissancedekor von 1566 und einem Ziergitter von 1592. Das Achteckbecken steht auf einem gestuften Sockel und zeigt das Reichs- und das Stadtwappen. Die mittige Säule trägt eine vergoldete Kugel, auf der ein Bronzeadler sitzt. Der Krauterermarkt ist neben dem Bischofshof auf der Westseite auch auf der Ostseite umgeben von repräsentativen Gebäuden aus verschiedenen Epochen. Dazu gehören das barocke Anwesen Krauterermarkt Nr. 1 mit charakteristischem Runderker samt Zwiebelkuppel, das Anwesen Nr. 2 der sog. Hohe Laden, ehemals Haus zum Lindwurm, eine im Kern mittelalterliche dreigeschossige Dreiflügelanlage mit romanischen Kellern, die leider im 17. und 20. Jhd. mehrfach und verlustreich umgebaut wurde. Nach Norden abgeschlossen wird der Krauterermarkt durch das Haus der seit 1644 bestehenden Adler-Apotheke, das 1888 vom fürstlichen Baurat Max Schultze mit einem Renaissancebau von 1593 vereinigt wurde. Vom Krauterermarkt nach Westen führen die beiden schmalen Gassen Watmarkt und Kramgasse direkt in das sogenannte Gängeviertel der Altstadt. Vom Krauterermarkt nach Norden kreuzt man die Goliathstraße und die Straße Unter den Schwibbögen und erreicht über die Weiße-Hahnen-Gasse die nahe gelegene Historische Wurstkuchl und den Salzstadel (Welterbezentrum) am Ufer der Donau und auch die Steinerne Brücke.

## Frühe und ehemalige Bebauung (1885) des südlichen Domplatzes vor 1900

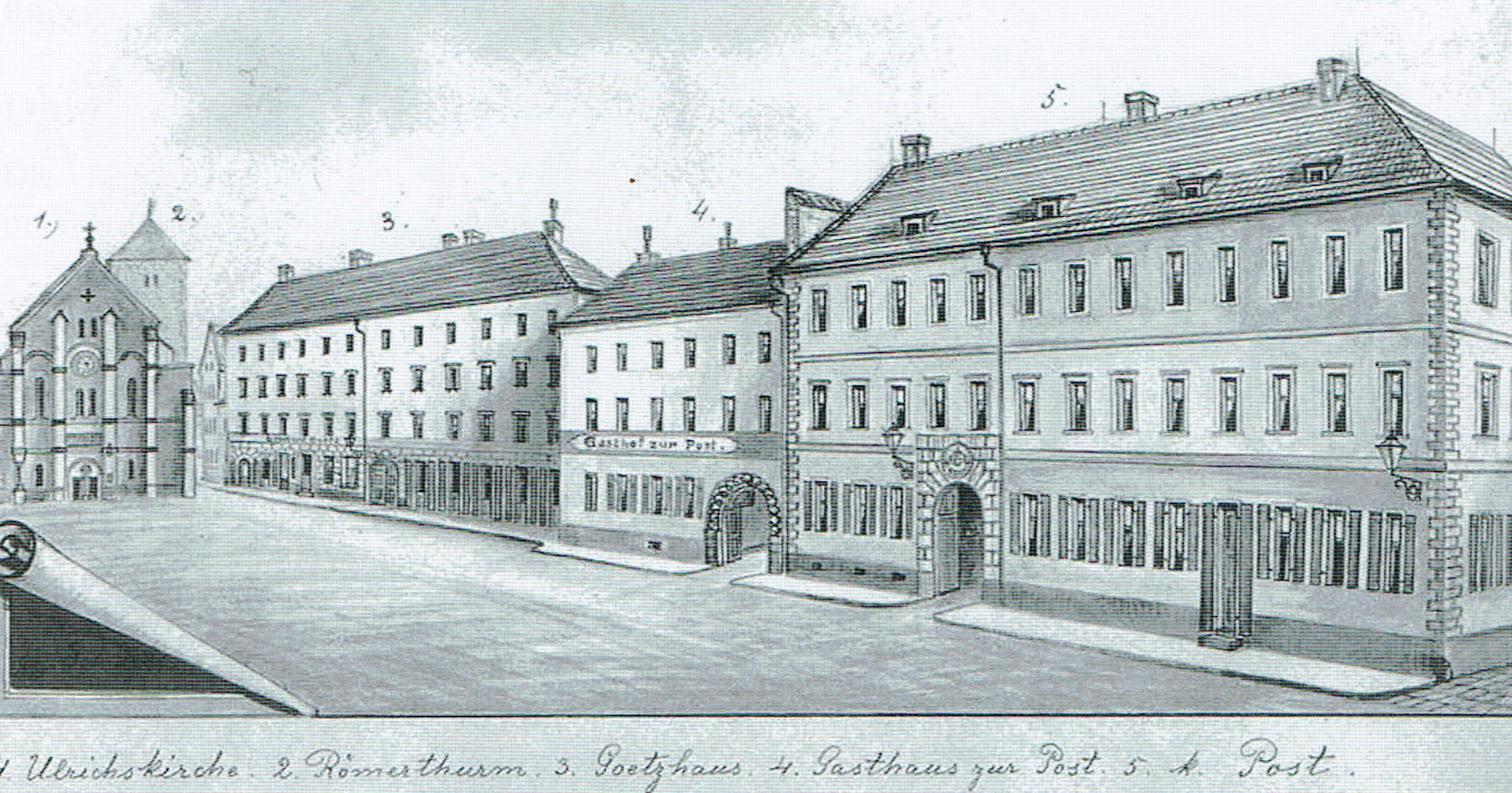
Ehemalige Gebäude südlicher Domplatz (1885)
2: Römerturm, 3: Götzhaus=Salzburger Hof
ohne Nr. links von 3: Herzogshof (sehr schmal)
4: Dompfarrhof, Gasthaus, 5: Königliche Post

### Ehemaliger Herzogshof
Der ursprüngliche und heute nur teilweise erhaltene Herzogshof war das Gebäude, das am weitesten östlich dem Dom gegenüber lag. Er grenzte damit an den östlich benachbarten Alten Kornmarkt und war auf dem Domplatz dem Salzburger Hof unmittelbar östlich benachbart. Vom ursprünglichen Herzogshof blieb nach den im Folgenden beschriebenen Abbruchmaßnahmen von 1936 nur ein schmaler östlicher Bauteil erhalten, dessen mehrfach umgestaltete Schaufassade heute dem östlich benachbarten Alten Kornmarkt zugewandt ist. Die nach den Abbruchmaßnahmen neu gestaltete Rückseite des Restgebäudes bildet heute den östlichen Abschluss des Albrecht Altdorfer-Platzes bzw. des Domplatzes.

### Ehemaliger Salzburger Hof
Als im 10. Jahrhundert das Pfalzareal auf dem heutigen Alten Kornmarkt aufgelöst wurde und einzelne Pfalzgebäude von Kaiser Otto II. verschenkt wurden, erhielt 976 der Erzbischof von Salzburg ein im Nordwesten des damaligen Alten Kornmarkts gelegenes Gebäude als Absteigequartier, den sogenannten Salzburger Hof. Seine Lage entspricht ungefähr dem südöstlichen Areal des heutigen Albrecht-Altdorfer Platz auf dem südlichen Domplatz, war jedoch weit gegen den Dom vorgerückt. Das Erscheinungsbild des Salzburger Hofs, der im 12. Jahrhundert großzügig ausgebaut wurde, lässt sich aus alten Zeichnungen entnehmen. Da der Bauunterhalt hohe Kosten verursachte, wurde das Gebäude meist an Regensburger Ratsfamilien verpachtet. 1807 kurz vor Übernahme der Stadt durch das Königreich Bayern, wurde der inzwischen weitgehend verfallene ehemalige Salzburger Hof für 4800 Gulden an einen Regensburger Großkaufmann verkauft. Der verkaufte das Gebäude 1811 an den Regensburger Kleinhändler Götz, der dort eine Färberei einrichtete. 1893 wurde der Salzburger Hof vom Regensburger Domfreiheitsverein auf Abbruch aufgekauft. Der auf Initiative von Bürgermeister Oscar von Stobäus gegründete Verein hatte die Absicht, „eine freie Ansicht der Südseite des Doms zu schaffen insbesondere mittels Erwerbes und Beseitigung von Gebäuden“. Mit dem geplanten Abbruch des romanischen Salzburger Hofes waren Pläne zum Abbruch weiterer westlich benachbarter Gebäude verbunden. Neu gebaut werden sollte ein königlich bayerisches Postamt, das im Vergleich zur alten Bebauung deutlich nach Süden versetzt werden sollte, um einen größeren Abstand zum Dom zu schaffen und damit einen besseren Blick auf die neuen Domtürme zu ermöglichen.

### Ehemaliger Dompfarrhof, Gasthaus
Westlich vom Salzburger Hof lag auf einem schmalen Areal zwischen Salzburger Hof und dem Gebäude der Alten Post der Dompfarrhof, der für das Jahr 1296 nachweisbar ist und aus romanischer Zeit stammte. Der Pfarrhof besaß eine Kapelle, deren Fundamente im Mai 2010 anlässlich der Wiederaufstellung des Reiterstandbildes von König Ludwig I. im Untergrund aufgefunden wurden. Dabei wurde festgestellt, dass das heutige Reiterdenkmal exakt am Ort der Hauskapelle des ehemaligen Pfarrhofs steht. 1820 wurde der Pfarrhof zu einem Gasthof umgebaut und 1892 abgebrochen, anlässlich des geplanten Neubaus des königlich bayerisches Postamtes. Erhalten blieb vom Dompfarrhof im Museum nur ein auf 1190 datierter romanischer Rundbogen des Portals mit Schlingbanddekor.

### Ehemalige Alte Post, Königliche Post
Westlich vom Dompfarrhof gelegen an der Einmündung der Pfauengasse in die damals noch schmale Domstraße, also nahe am Dom in einer Bauflucht mit dem Salzburger Hof und der Alten Post. Das Gebäude war 1811 durch den Zusammenschluss mit zwei weiteren Kanonikalhöfen entstanden und wurde im Adressbuch bezeichnet als: Königliche Oberpostamtsbehausung mit allen dazugehörigen Bureaux sowohl reitend als fahrend (Briefpost und Postkutsche) nebst den Wohnungen des Königl. Oberpostmeisters. Alle drei Gebäude –Salzburger Hof –Dompfarrhof – Alte Post wurden 1892 abgebrochen zugunsten des Neubaus der Dompost. Die neue Dompost entstand 1895/6 und ihre südliche Fassade wurde erheblich nach Süden zurück versetzt, so dass der Abstand zum Dom stark erweitert wurde und damit der Domplatz in den heutigen Ausmaßen entstand.

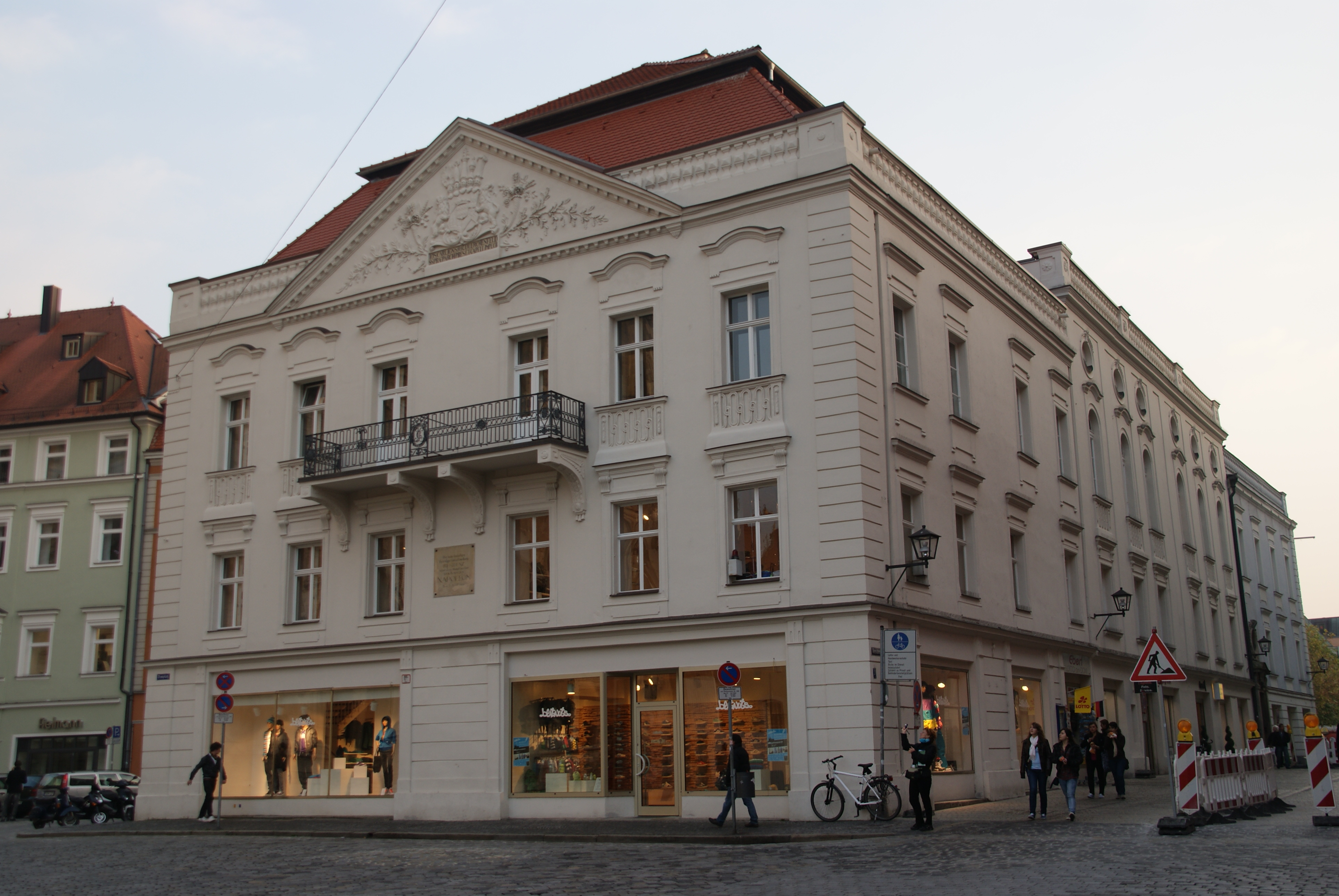
Dompropstei, 1802–1810 Residenz von Fürstprimas von Dalberg

### Ehemalige Dompropstei, danach sog. Residenz

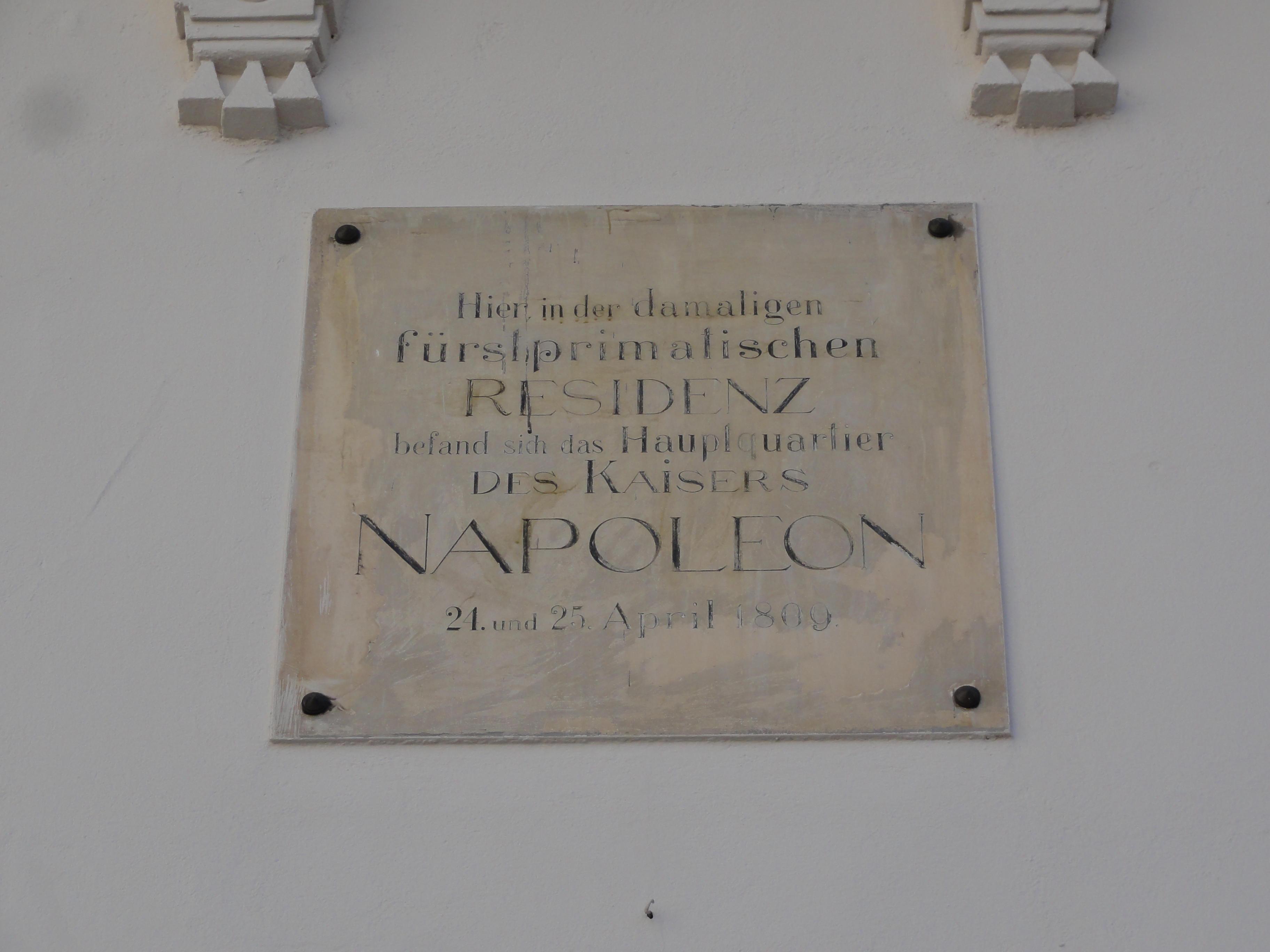
Infotafel Residenz

An der Ecke von Domplatz und Residenzstraße (Domplatz Nr. 6), gegenüber dem Heuporthaus liegt das ehemalige Wohnhaus des  Dompropstes die sog. Dompropstei. Sie wurde zwischen 1795 und 1800 vom fürstlichen Baudirektor Joseph Sorg für den damaligen Dompropst Joseph Carl Ignaz Graf von Lerchenfeld gestaltet. Zum Bau eines repräsentativen Palais nutzte er mehrere mittelalterliche Domherrenhöfe als Vorgängerbauten. Frühklassizistische Stuckdekorationen schmückten am Domplatz die Fassaden des quadratischen Baukörpers. Ihm schloss sich ein Flügelbau an, der sich bis 1855 längs der Residenzstraße nach Süden bis zur Drei-Helmen-Gasse am Neupfarrplatz erstreckte. Der südliche Bau und die Rückgebäude wurden 1855 von der Königlichen Bank erworben und umgestaltet. Damit wurde die architektonische Einheit der Gesamtanlage aufgegeben. Der südliche Bauteil wurde nochmals 1912 im Stil des Neurokoko umgestaltet. Der baugeschichtlich wertvolle Nordteil der Anlage behielt jedoch seinen noblen klassizistischen Charakter und prägt mit seiner exponierten Lage den südwestlichen Bereich des Domplatzes.
1802–1810 diente das Gebäude als Residenz für den Fürstprimas Karl Theodor von Dalberg. Am 24. April 1809 Während der Schlacht bei Regensburg war Dalberg nicht vor Ort in Regensburg. Deshalb konnte das Residenzgebäude als Übernachtungsquartier für Napoleon genutzt werden. Die Wohnräume des ebenfalls im Haus wohnenden Dompropstes Graf Thurn waren vorher von französischen Soldaten geplündert worden, jedoch wurde er von Napoleon reichlich entschädigt. Auf einem Empfang der weltlichen und geistlichen Würdenträger der Stadt versprach Napoleon der Stadt eine Summe von 1 Million Gulden als Entschädigung für die von seinen Truppen verursachten Kriegsschäden. Das Geld wurde später zum Bau der Maximilianstraße genutzt.
An den Aufenthalt von Napoleon erinnert eine Gedenktafel unter dem Balkon mit den Worten: Hier in der damaligen / fürstprimatischen RESIDENZ /  befand sich das Hauptquartier / DES KAISERS / NAPOLEON / 24. und 25. April 1809.
1810 nach Säkularisation und nach dem Übergang der Stadt Regensburg an das Königreich Bayern fiel das Residenzgebäude zunächst an Bayern, kam 1853 in den Besitz der Stadt und wurde dann an Private veräußert. 2008 wurde eine umfangreiche Dachsanierung abgeschlossen, bei der sich zeigte, dass die Dachkonstruktion von einem spätgotischen Vorgängerbau stammt. Auch die Farbfassung des Gebäudes wurde gemäß der monochromen Erstfassung neu gestaltet und auch die auf 1800 datierte Hofeinfahrt erhielt ein neues stilistisch passendes massives Holztor.

## Baumaßnahmen südlicher Domplatz 1895–1945

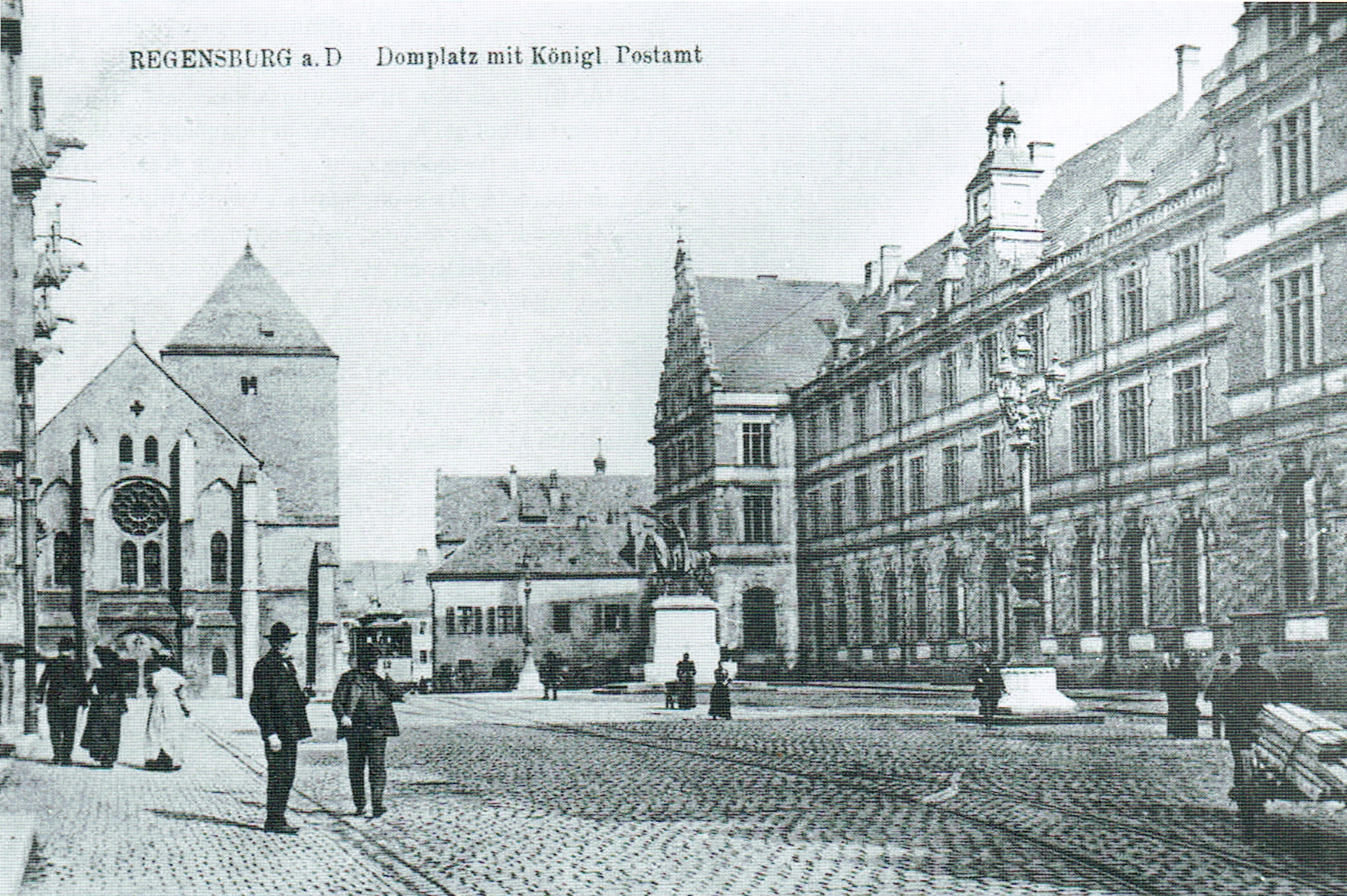
Südlicher Domplatz um 1905
Neue Dompost, Neo-Renaissance-Fassade
Reiterstandbild, Straßenbahn
dainter: St. Ulrich, Römerturm, rechts Herzogshof

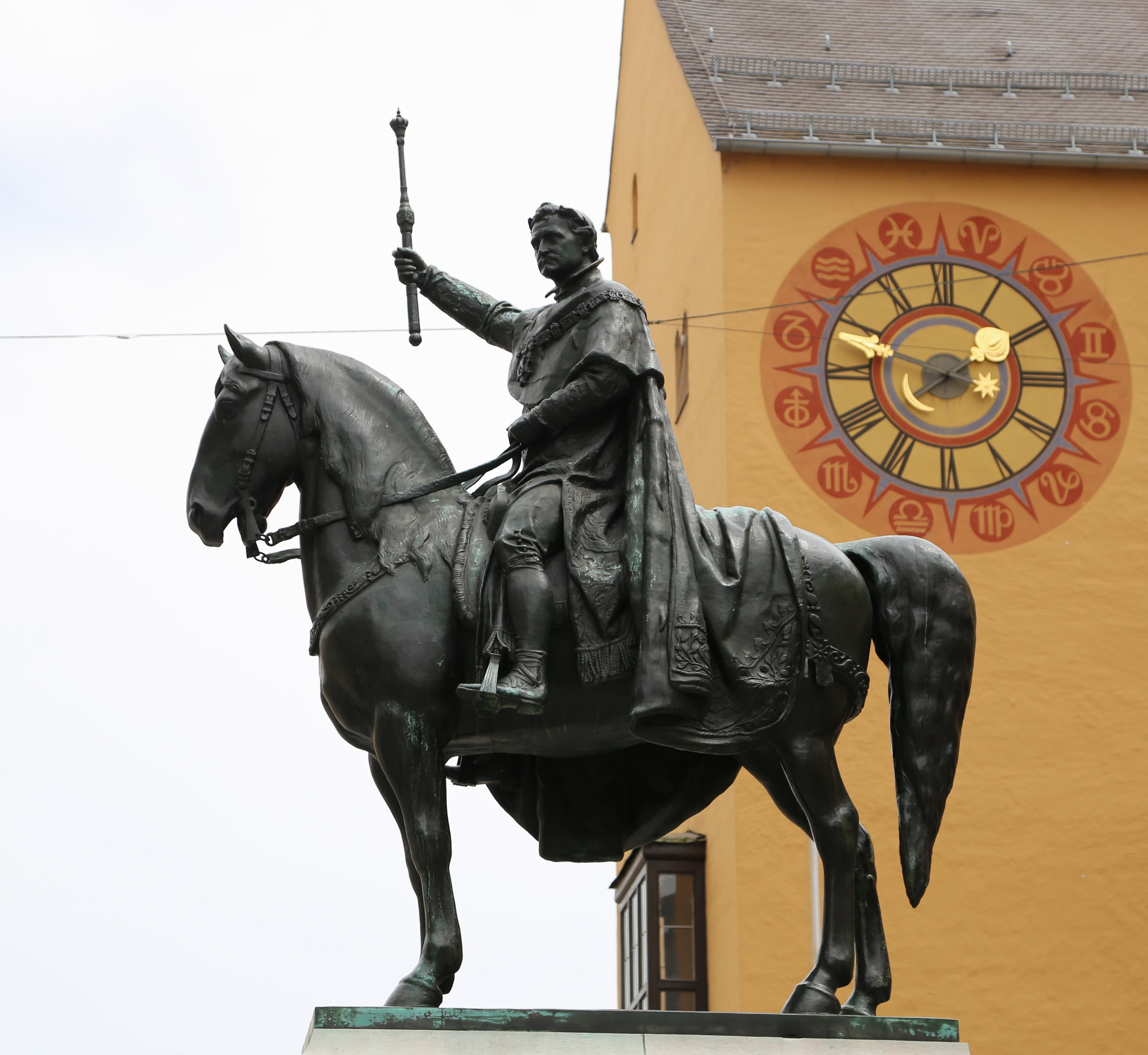
Reiterstandbild Ludwig I. (2015)

### Neue Dompost, Oberpostdirektion (1895)
Nach dem Abbruch der drei mittelalterlichen Gebäude Salzburger Hof, Dompfarrhof und Alte Post, die dem Herzogshof unmittelbar östlich benachbart waren, begann 1895 der Bau der Neuen Dompost (Domplatz 3), die neben dem Postamt auch das Königliche Oberpostamt Regensburg (ab 1920: Oberpostdirektion Regensburg) beherbergte. Die Werkstein-Fassade des dreigeschossigen Neubaus wurde deutlich vom Dom weg nach Süden verschoben, um den Domplatz zu verbreitern, und im Stil der Neorenaissance mit 13 Fenster-Achsen gestaltet. Das Gebäude hatte vorspringende Seitenflügel mit Volutengiebeln, einen Uhrturm in der Mittelachse und einen Fußgängerdurchgang. Auch die Schalterhalle erhielt eine repräsentative Neorenaissance-Ausstattung. Der Herzogshof war von diesen Baumaßnahmen nicht betroffen und blieb der Neuen Dompost östlich benachbart.

### Aufstellung Reiterstandbild Ludwig I. (1902)
Die Aufstellung des Reiterstandbildes 1902 war der logische Abschluss der Umgestaltung des Domplatzes, die 10 Jahre zuvor begonnen hatte. Ein von Domvikar Georg Dengler, Bürgermeister Oscar von Stobäus, dem fürstlichen Baurat Max Schultze und der Verlegerfamilie Pustet gegründetes Comité für die Freiheit des Regensburger Domes hatte eine systematische Lobbyarbeit betrieben, um die Freilegung des Domes als nationale Angelegenheit zu propagieren. Durch die erfolgten Abbruchmaßnahmen südlich des Doms war der Dom befreit worden von den vorher dicht an ihn herangebauten Gebäuden. Damit war es endlich möglich, die 1872 vollständig fertiggestellte gotische Kathedrale mit beiden hohen Türmen in freier Sicht zu betrachten und ihr damit einen repräsentativen Auftritt als Denkmal nationaler Größe zu ermöglichen. Weil König Ludwig I. alle Dombaumaßnahmen unterstützt hatte, obwohl er bereits 1848 abgedankt hatte, fasste das Comité den Entschluss: „Fortan gehöre der Domplatz der Schönheit des Doms und den Manen des Königs Ludwig“. Den Auftrag zur Schaffung eines Reiterstandbildes als Denkmal für den bereits 1868 verstorbenen Initiator der Vollendung des Doms erhielt der Bildhauer Ferdinand von Miller der Jüngere, der auch schon die Marmor-Sitzstatue des Königs in der Walhalla geschaffen hatte. Miller schuf ein Denkmal, das König Ludwig mit erhobenem Zepter als aktiven Regenten zu Pferde zeigte, der am Mittelpunkt des öffentlichen, städtischen Lebens auftritt, um repräsentativ wahrgenommen zu werden. Das Standbild mitten auf dem Domplatz in ungewöhnlicher Querrichtung zur Achse des Platzes, mit der Blickrichtung des Königs zum Dom weist die Besucher auf das maßgebliche Bauwerk hin. Mit seiner geographischen Position zwischen Walhalla und Befreiungshalle  kann das Standbild als Rückblick auf das Lebenswerk des Königs als Bauherr angesehen werden. Es steht auf einem Marmorsockel, der auf Vor- und Rückseite die Inschriften trägt: LUDWIG I: KÖNIG VON BAYERN und ERRICHTET VON DER DANKBAREN STADT REGENSBURG.
Die Enthüllungsfeier des Reiterstandbildes am 8. Mai 1902 erfolgte in Anwesenheit von Prinzregent Luitpold von Bayern, einem Sohn des dargestellten Königs, der im Sonderzug mit der ganzen Familie und mit seinem Hofstaat angereist war. Die Feier entwickelte sich zu größten öffentlichen Festveranstaltungen der damaligen Zeit in Regensburg. Es gab Salutböllerschüsse und das Infanterieregiment Von der Tann säumte den Domplatz in Paradeaufstellung. Alle Kirchenglocken läuteten zum Beginn des Pontifikalamts im Dom. In einem prunkvollen Festumzug wurden Modelle der Bauwerke des Königs, Dom, Walhalla und Befreiungshalle durch die Stadt getragen.

### Erweiterte Neue Dompost (1936)
Nur 40 Jahre nach ihrer Erbauung wurde 1936 das Gebäude der Neuen Dompost im romanisierenden Stil umgestaltet. In einem Kahlschlag wurde das alte Neurenaissance-Fassadendekors entfernt und durch Glattputz ersetzt. Auch im Inneren des Gebäudes wurde die Neu-Renaissance-Ausstattung, die der Schalterhalle ein palastartiges Aussehen verliehen hatte, entfernt. Schwere bauliche Folgen hatte die Erkenntnis, dass die Neue Dompost viel zu klein geplant worden war und dringend einen Erweiterungsbau benötigte. Dafür bot sich das östlich anschließende Grundstück an. Der dort stehende mittelalterliche Herzogshof wurde auf Abbruch käuflich erworben, um an seiner Stelle einen Erweiterungsbau für die Dompost zu errichten. Der geplante Totalabbruch des Herzogshofs stieß auf den Widerstand des Denkmalpflegers Walter Boll. Ihm gelang es, den Oberbürgermeister Otto Schottenheim von der historischen Bedeutung des Herzogshofs zu überzeugen, womit aber die geplante Erweiterung des Dompostgebäudes nicht verhindert war. Erst als man im Zuge der Abrbruch-Arbeiten auf romanische Arkaden stieß und sogar – unter einer Zwischendecke verborgen – eine gotische Wappendecke entdeckte, konnte der Abbruch gestoppt werden. Gerettet wurde der Ostflügel des Herzogshofs mit dem Herzogssaal, der in seinen ursprünglichen Abmessungen erhalten blieb. Das Restgebäude erhielt einen Durchgang für Fußgänger und seine glatte Ostfassade wurde in einen mittelalterlichen Idealzustand versetzt, indem dort als Zierde ein romanisches Biforium eingesetzt wurde. An den Ort der abgebrochenen westlichen Gebäudeteile des Herzoghofs wurde ein zurückgesetzter Verbindungsbau mit der Dompost errichtet, wodurch der heutige Albrecht-Altdorfer-Platz entstand.

### Entfernung des Reiterstandbildes (1936)
Nach der Entfernung des Fassadenschmucks der Postgebäude galt das nun vor der purifizierten Hauptfassade der Erweiterten Dompost stehende Reiterdenkmal von König Ludwig I. als ein stilistischer Fremdkörper, der auch nicht mehr zur damals herrschenden Ideologie passte. Der Abbau des Denkmals wurde im Geheimen vom Oberbürgermeister Schottenheim vorbereitet, am 20. August 1936 ohne große Berichterstattung in der Presse durchgeführt und mit Verkehrsbehinderungen begründet. Das Denkmal wurde noch im Oktober 1936 in den Grünanlagen beim Bahnhof wieder aufgestellt, um monarchistischen Kreisen keinen Vorwand für Beschwerden zu liefern.
Als Ersatz sollte Arno Breker auf dem durch die Erweiterung gewonnenen Platz einen Brunnen schaffen, ein Vorhaben, das aber 1942 aus kriegswirtschaftlichen Gründen scheiterte.

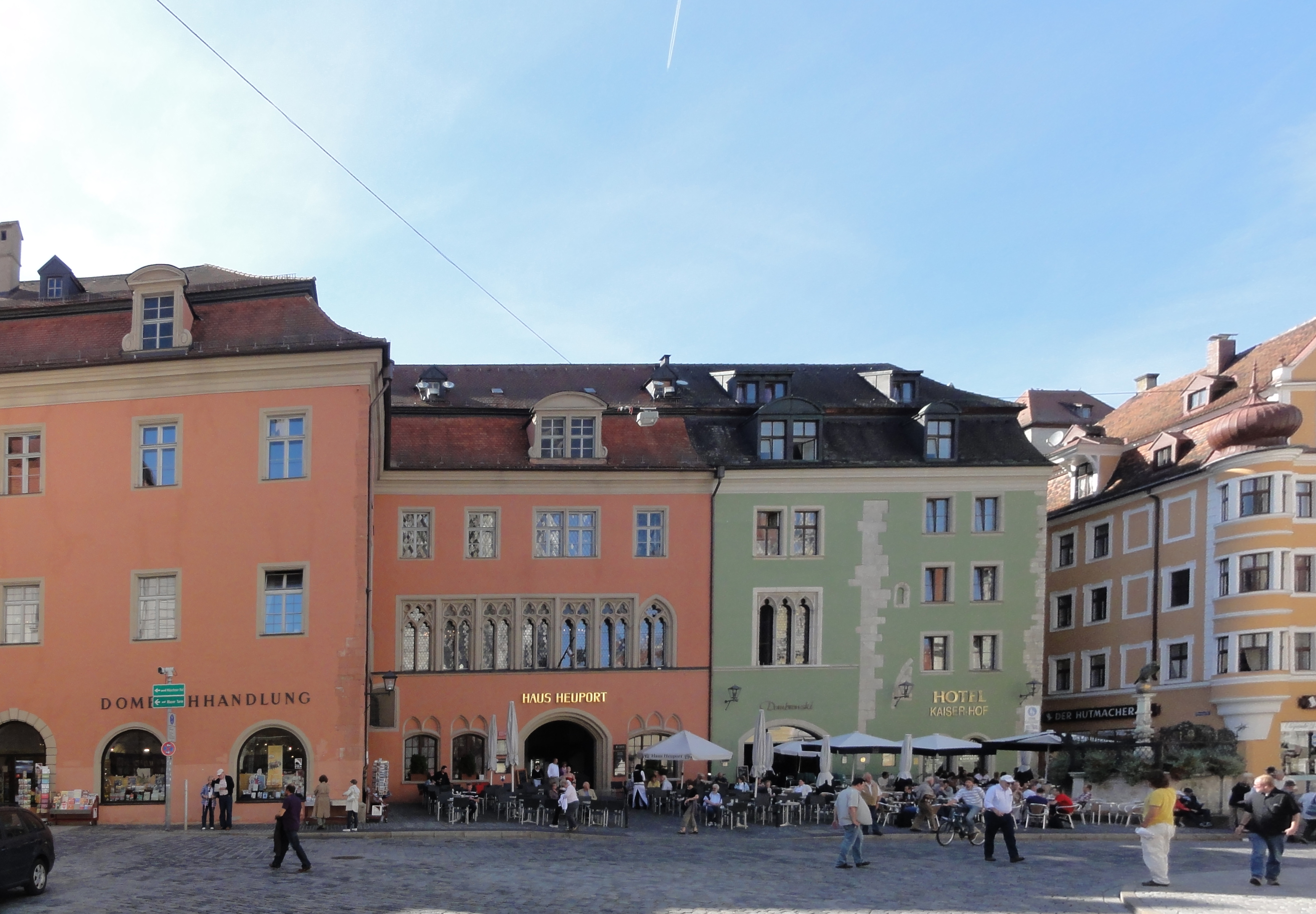
Südwestlicher Domplatz Haus Heuport (2011)

### Baumaßnahmen Heuporthaus (nach 1937)
Im Südwesten wird der Domplatz durch die heute gastronomisch und als Hotel genutzte Patrizierburg Heuporthaus begrenzt. Als am Beginn des 20. Jahrhunderts Planungen zur besseren Verkehrserschließung der Altstadt begannen, war die Erhaltung der Patrizierburg stark gefährdet. Um eine Straßenverbindung zu schaffen zwischen Bismarckplatz über Kumpfmühlerstraße und Emmeramsplatz zum Domplatz, wurde erwogen, neben weiteren Häusern auch das Heuporthaus abzureißen. Der Plan wurde damals zwar nicht verwirklicht blieb aber noch für Jahrzehnte im Gespräch. Um die Gefahr eines Abbruchs dauerhaft zu bannen, erhielt das Haus auf Veranlassung von Kulturdezernent und Museumsdirektor Walter Boll eine die Fassade prägende gotische Maßwerkfensterreihe und wurde zu einem im Deutschen Reich einmaligen Kaffeehaus aufgewertet.

## Maßnahmen und Nutzungen nach 1945

### Wiederaufstellung des Reiterstandbildes (2010)

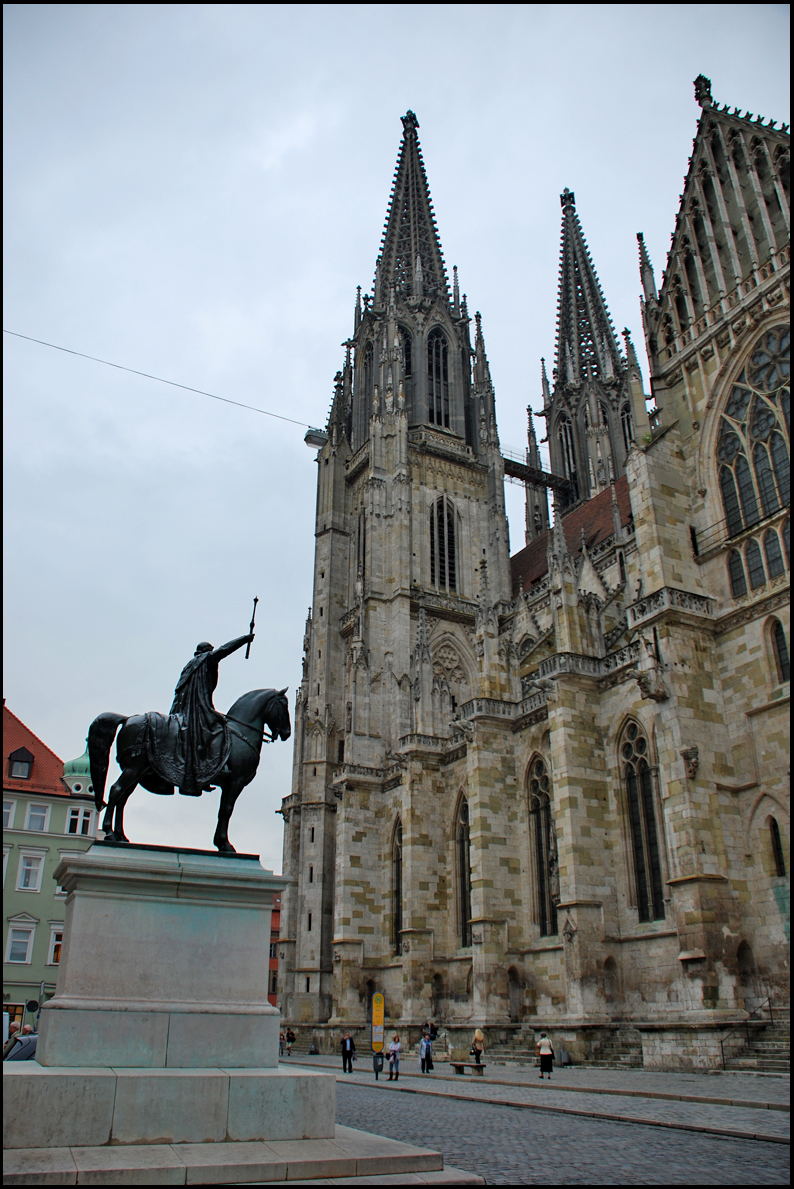
Reiterstandbild vor Domfassade (2011)

In der Zeit nach dem Zweiten Weltkrieg wurden nur vereinzelt Forderungen erhoben, das Reiterstandbild von König Ludwig I. wieder am ursprünglichen Standort auf dem Domplatz zu platzieren, zumal ab 1951 der neue Standort des Denkmals in der Fürst-Anselm-Allee am Bahnhof durch das Image der Fürstenallee als einer Promenade mit Denkmälern und auch durch das 1951 neu hinzugekommene Denkmal des von Ludwig I. verehrten Bischofs Sailer aufgewertet worden war. Selbst als im Jahr 1952 – 50 Jahre nach der Aufstellung des Denkmals – wurde das Denkmal in allenfalls als potentielles Verkehrshindernis auf dem Domplatz gesehen, das die damals geplante autogerechte Entwicklung der Altstadt behindern würde. Als 1978 diese Entwicklung gebremst worden war, wies ein Kunsthistoriker darauf hin, dass die Standorte der beiden Denkmäler von Sailer und Ludwig I. unpassend seien und dass es auch in Hinblick auf Verkehrsberuhigung besser geeignete Standorte gäbe. 1986 sprach sich der Kulturdezernent der Stadt für die Aufstellung des Königsdenkmals am ursprünglichen Standort Domplatz aus, jedoch drang er nicht durch. In dieser Zeit begannen Überlegungen, die Verbindung von Altstadt und Bahnhof zu verbessern, was eine Versetzung beider Denkmäler erforderlich machte. Damit war klar, dass die Standorte beider Denkmäler am Bahnhof disponibel sein mussten und 1993 zeigte ein Beschluss des Kulturausschusses auch den Willen, beide Denkmäler wieder an ihre ehemaligen Standorte mit den ursprünglichen architektonischen Zusammenhängen zu bringen.
2002 wurden erneut Forderungen erhoben, auch Maßnahmen zur Verkehrsberuhigung zu ergreifen und den Domplatz verkehrsfrei zu machen. Es kam zu Kontroversen mit wirtschafts- und umweltpolitischen Argumenten, die so heftig waren, dass denkmalfachliche Erwägungen keine Rolle spielten. 2003 scheiterte ein Bürgerentscheid „verkehrsberuhigter Domplatz“. Es vergingen einige Jahre, in denen sich die Gemüter beruhigten und in denen sich nach Initiativen der Altstadtfreunde, gestützt durch Gutachten von Kunsthistorikern viele Auffassungen änderten. Der Kulturausschuss des Stadtrats sprach sich für die Restaurierung und für die Aufstellung des Reiterdenkmals von Ludwig I. auf dem Domplatz aus. Das Bayerische Landesamt für Denkmalpflege stimmte der Rückholung des Denkmals nicht zu, weil sich der architektonische Rahmen seit der erstmaligen Aufstellung des Denkmals durch den Verlust der Renaissancefassaden der Nachbargebäude zu stark verändert hatte und weil auch ein Konzept für die zukünftige Gestaltung des Domplatzes fehlte. Am Ende setzte sich aber folgende denkmalfachliche Vorstellung durch: „Der Standort des Reiterdenkmals mit seiner Ausrichtung auf den Dom ist wesentlicher Teil der Idee für das Denkmal. Deshalb muss der 1936 herbeigeführte, denkmalwidrige Zustand durch die Wiederaufstellung des Denkmals auf dem Domplatz aufgehoben werden, auch wenn die stilistische Umgebung wegen der abgeschlagenen Renaissancefassaden der Dompostgebäude nicht mehr vorhanden ist.“
Der Stadtrat folgte der denkmalfachlichen Vorstellung und im Juni 2008 wurde das 4 m hohe und 1,8 Tonnen schwere Reiterstandbild zur Untersuchung, Reinigung, Restaurierung und Konservierung in die Metallrestaurierungswerkstatt Haber und Brandner transportiert. Das aus 18 mit Bronzeschrauben verbundenen Bronzegussteilen bestehende Standbild und die aus einem Gussteil bestehende Plinthe wurden endoskopisch untersucht und erwiesen sich auch nach 100-jähriger Standzeit als stabil und in einem guten Zustand befindlich. Am aufwändigsten war die Reinigung der Oberflächen, dort wo sie von den Absonderungen der Alleebäume verschmutzt waren. Die gereinigten Oberflächen wurden mit Wachs konserviert.
Anlässlich der Fundamentierung für das Reiterdenkmal von König Ludwig I. wurden 2010 am vorgesehenen alten und neuen Standort archäologische Grabungen durchgeführt. In nur 1 m Tiefe stieß man auf gut erhaltene Reste der Vorgängerbebauung. Erfasst wurden Mauerteile des ehemaligen Dompfarrhofes die zur Südflanke der ehemaligen Hauskapelle gehören. Dieser Befund führt zur Erkenntnis, dass das Reiterdenkmal von König Ludwig I. genau am Ort der mittelalterlichen Hauskapelle des ehemaligen Dompfarrhofes steht. Die Fortsetzung der Grabungen in östliche Richtung zum Alten Kornmarkt durchschnitten den gesamten Nordflügel des ehemaligen Salzburger Hofes und ergaben auch Beweise für einen ehemaligen romanischen Hausturm an der Nordostecke des Salzburger Hofes.

### Nutzung des Domplatzes

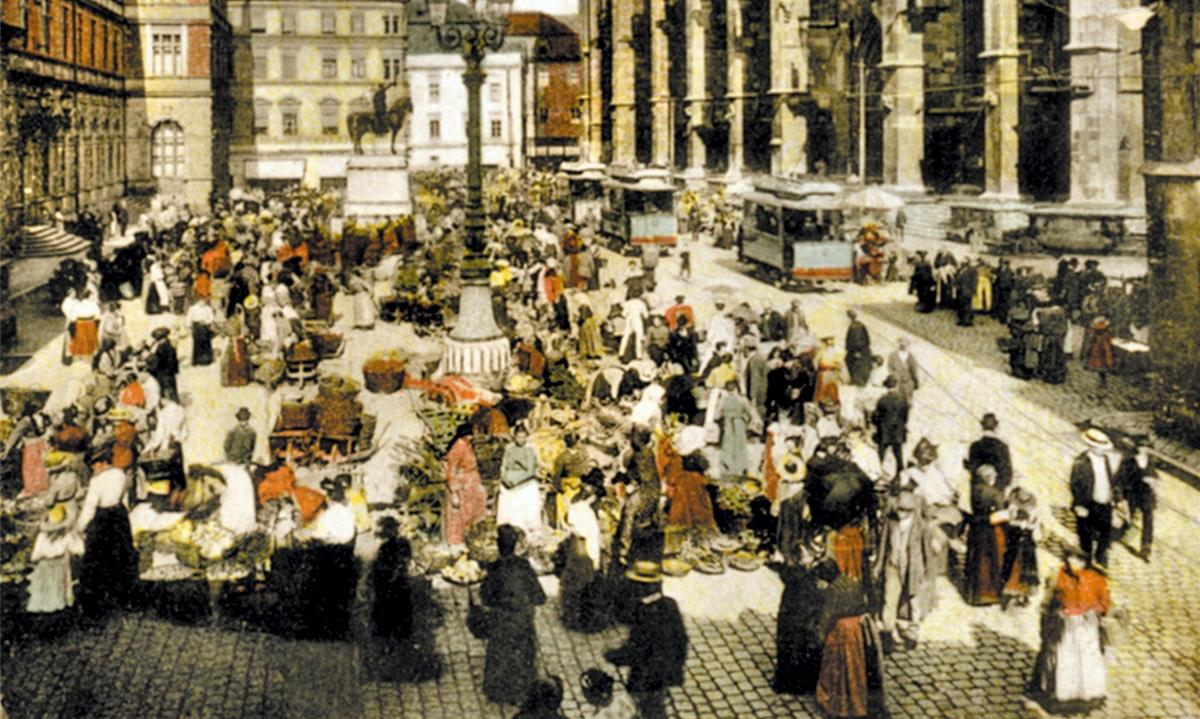
Südlicher Domplatz (1913) als Marktplatz
mit Reiterstandbild

Wie Fotos aus der Zeit am Beginn des 20. Jahrhunderts zeigen, wurden Nutzungen des Domplatzes und des anschließenden Krauterermarktes als Marktplatz nach 1903 auch dann aufrechterhalten, als die erste Straßenbahnlinie von Stadtamhof zum Bahnhof ihren Betrieb aufnahm und dabei den Domplatz querte. Auch wenn die Streckenführung in der Goliathstraße wegen enger Gassen und scharfer Kurven Probleme machte, konnte auf eine zentrale Halte- und Umsteigestation auf dem Domplatz auf keinen Fall verzichtet werden. Nach dem vollständigen Ausbau des Liniennetzes der Straßenbahn führten bis zur Einstellung des Betriebs im Jahr 1964 drei von vier Linien mit Doppelgleisen über den Domplatz. Nach der Umstellung des Straßenbahnbetriebs auf Busbetrieb wurde der Domplatz weiterhin von drei Haupt-Buslinien jahrelang auch mit Doppel-Gelenkbussen angefahren, die die schmalen Altstadtstraßen in der Breite voll ausfüllten. Erst nach 1997 wurde gemäß der städtischen Projekte Verkehrsberuhigung und Neugestaltung der historischen Platzabfolge in Regensburg der Linienbusbetrieb in der Altstadt eingestellt. Stattdessen wurde eine weniger verkehrende Altstadtbuslinie eingeführt, die seit 2017 mit kleineren Elektrobussen betrieben wird. Neben dieser Buslinie wird der Domplatz auch noch als Einstiegsplatz für einen in der Touristensaison verkehrenden Touristikzug genutzt.
Über die Nutzung de Domplatzes als Parkplatz für Autos liegen für die Frühzeit der Automobile keine Berichte oder Fotos vor. Es ist aber überliefert, dass der Domplatz besonders nach der Entfernung des Reiterdenkmals 1936 gern als Parkplatz genutzt wurde, denn der Domplatz war Teil einer wichtigen Verkehrsverbindung, die die Altstadt von Ost nach West durchquert. Hinzu kam, dass auf dem Domplatz – im Unterschied zu anderen Plätzen in der Altstadt (Alter Kornmarkt, Arnulfsplatz, Emmeramsplatz) – potentielle Parkflächen nicht durch Brunnen, Denkmäler oder gärtnerische Anlagen blockiert waren. Außerdem war der Domplatz für Autofahrer nicht nur zum Besuch von Hauptpostamt und Dom ein attraktives Ziel. Ausgehend vom Domplatz waren viele Einkaufsorte in der Altstadt und auch gastronomische Betriebe und Ausflugsziele am Donauufer schnell fußläufig erreichbar. Besonders für die Jahre um 1970 ist in Berichten von Altstadtbewohnern in der Umgebung des Domplatzes von einem damals sehr starken und dauerhaften Parkplatzsuchverkehr die Rede.

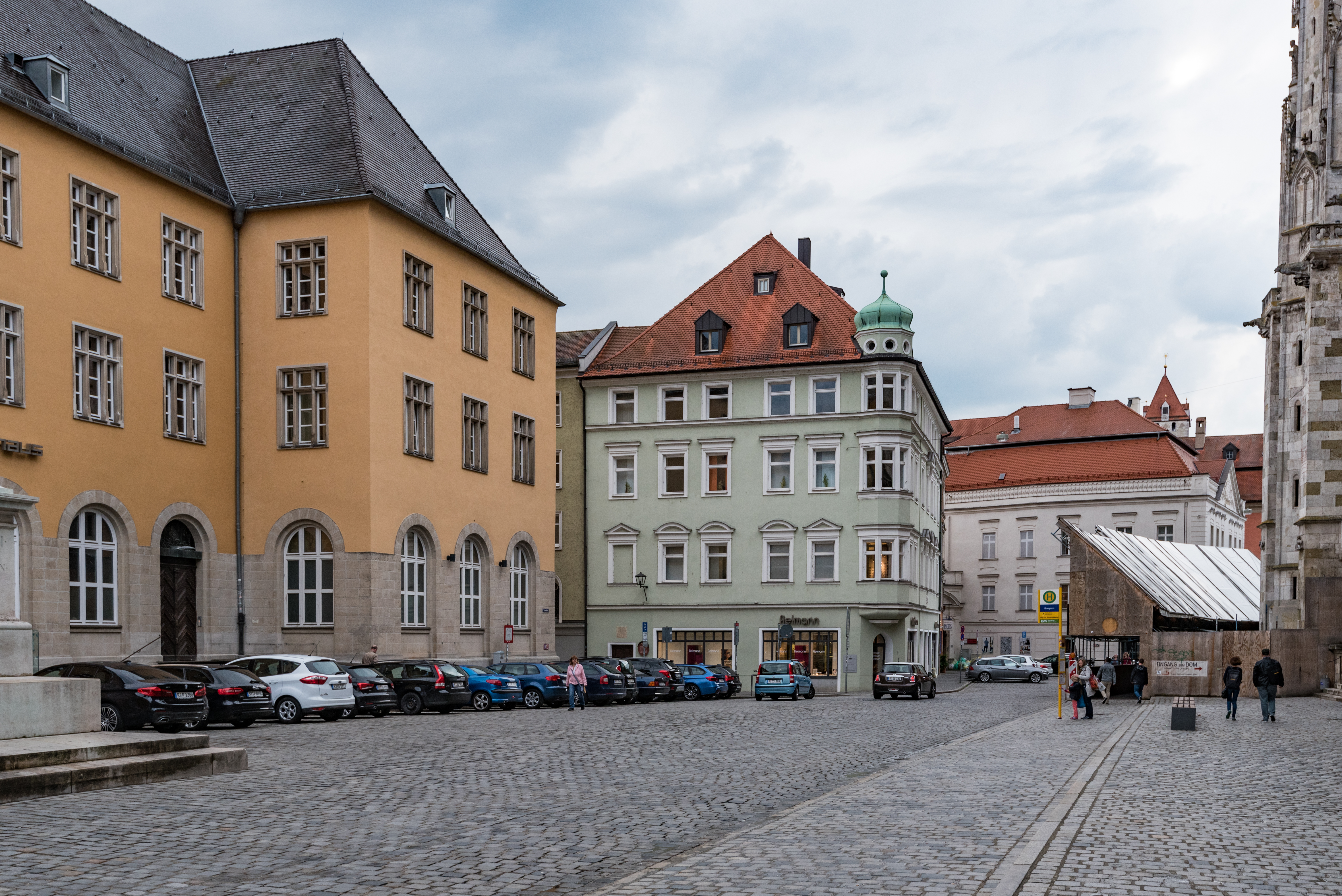
Südlicher Domplatz
als Parkplatz (2018)
trotz Reiterstandbild
(links nicht gezeigt)

Weil sich nach dem Zweiten Weltkrieg die Stadtpolitik unter Oberbürgermeister Rudolf Schlichtinger den Um- und Ausbau der Altstadt zu einer autogerechten Stadt zum Ziel gesetzt hatte, wurden neben dem Domplatz alle anderen bestehenden Parkplätze in der Altstadt (Neupfarrplatz, Kohlenmarkt, Haidplatz, Arnulfsplatz) beibehalten und sogar neue Parkplätze geschaffen (Alter Kornmarkt, Emmeramsplatz, Ägidienplatz), so dass in den 1960er Jahren 12.000 Fahrzeuge täglich die Altstadt durchfuhren. Weitere Parkplätze wurden erforderlich, als für den Neupfarrplatz, der dem Domplatz benachbart ist, der Neubau eines großen Kaufhauskomplexes ohne ein zugehöriges Parkhaus ins Auge gefasst und nach 1971 auch in Angriff genommen wurde. Nach der Fertigstellung des Kaufhauses war der Betreiber in Übereinstimmung mit der Vereinigung der Altstadtkauflaute immer bestrebt, alle Parkplätze auf dem Domplatz und in der Altstadt zu erhalten. Dies änderte sich, als nach den Ergebnissen eines städtebaulichen Wettbewerbs von 1982 die Neugestaltung der historischen Platzfolge durch verkehrliche und bauliche Maßnahmen als eine die Altstadt prägende Kulturachse nach und nach realisiert wurde. Mit Ausnahme der endständigen Plätze Alter Kornmarkt Domplatz und Arnulfsplatz wurden die übrigen Plätze (Krauterermarkt, Kohlenmarkt, Rathausplatz und Haidplatz) als nutzbare Parkplätze aufgehoben und die Verbindungsstraßen zu verkehrsberuhigten Straßen mit Sonderverkehr herabgestuft, bzw. durch Einbahnstraßenregelungen anderer Straßen unattraktiv gemacht.
Auf dem Domplatz gingen durch die Wiederaufstellung des Reiterstandbildes von Ludwig I. zwar einige Parkplätze verloren, es blieben jedoch 15 Parkplätze erhalten. Der weitere Abbau von Parkplätzen wurde als längerfristiges Vorhaben im Rahmen der sog. Altstadtmöblierung und unter Berücksichtigung von Bürgerwünschen nach mehr Grün in der Altstadt von der Stadtverwaltung ins Auge gefasst. Nach entsprechenden Baumaßnahmen im Herbst 2019, bei denen auch drei Bäume gesetzt wurden, blieben aber immer noch 10 Parkplätze erhalten. Bei dem Herbst-Symposium 2019 zur Verkehrsplanung in Regensburg waren international tätige Experten darüber erstaunt, dass der Domplatz in Regensburg nicht Teil der Fußgängerzone ist. Überraschend ging im Dezember 2019 die Stadtverwaltung einen weiteren Schritt in diese Richtung und stufte den Domplatz einschließlich Krauterermarkt unter Aufhebung der restlichen Kurzzeit-Parkplätze als verkehrsberuhigten Bereich nur mit Sonder-Parkberechtigung ein. Der bisher mögliche Durchgangsverkehr wurde zusätzlich erschwert durch Änderung der Fahrtrichtung in der angrenzenden Straße Unter den Schwibbögen.